# 凱斯·賽義德
凱斯·賽義德（阿拉伯语：‎，1958年2月22日—），突尼斯现任总统，突尼斯政治家、法学家和退休法学教授，曾于1995年至2019年担任突尼斯宪法协会主席。2019年10月当选突尼斯总统（第七任）。
在2021年突尼西亞示威爆發後，賽義德辭退了內閣總理，取消议员豁免权，并命令军队关停议会，引发一系列政治危機，批评人士和反对派领导人指责这些行动是在政变。其後他擴大了總統職權。2022年3月，賽義德宣布解散國會。